# Supercopa de Alemania 2012
La DFL Supercup 2012 fue la 3.ª edición de la reactivada Supercopa de Alemania. El encuentro fue disputado el 12 de agosto de 2012 entre Borussia Dortmund campeón de la Bundesliga 2011-2012 y de la Copa de Alemania 2011-12 y el Bayern Múnich, subcampeón de la Bundesliga 2011-2012, en el Allianz Arena de Múnich.
Mario Mandžukić abrió el marcador al minuto 6 y, 5 minutos después, Thomas Müller aumentaba la diferencia para los bávaros antes del descanso. En la segunda parte el Bayern se relajó tras una brillante actuación de Mario Götze que salió desde el banquillo, el Dortmund recortó distancias con el gol del insaciable Robert Lewandowski e incluso rozó el empate en los minutos finales, donde llegó a reclamar un posible penalti. Finalmente el marcador no se movió y, de esta forma, el Bayern rompió su mala racha de cinco derrotas consecutivas ante el Borussia Dortmund, su gran rival los dos años anteriores. Con esto se frenaba una racha de dos años sin títulos.

## Partidos
| Bayern Munich     |  |  |  | Subcampeón de la 1. Bundesliga (2011-12)                                 |
| Borussia Dortmund |  |  |  | Campeón de la 1. Bundesliga (2011-12) y de la Copa de Alemania (2011-12) |

## Detalles del partido
| 1          | Guardameta     | Manuel Neuer    |     |
| 21         | Defensa        | Philipp Lahm    |     |
| 17         | Defensa        | Jérôme Boateng  |     |
| 4          | Defensa        | Dante Bonfim    |     |
| 36         | Defensa        | Emre Can        | 70' |
| 39         | Centrocampista | Toni Kroos      |     |
| 30         | Centrocampista | Luiz Gustavo    |     |
| 7          | Centrocampista | Franck Ribéry   | 81' |
| 10         | Centrocampista | Arjen Robben    | 86' |
| 25         | Centrocampista | Thomas Müller   |     |
| 9          | Delantero      | Mario Mandžukić |     |
| Entrenador | Entrenador     | Jupp Heynckes   |     |

| 1          | Guardameta     | Roman Weidenfeller   |     |
| 26         | Defensa        | Łukasz Piszczek      |     |
| 4          | Defensa        | Neven Subotić        |     |
| 15         | Defensa        | Mats Hummels         |     |
| 29         | Defensa        | Marcel Schmelzer     |     |
| 8          | Centrocampista | İlkay Gündoğan       |     |
| 7          | Centrocampista | Moritz Leitner       | 64' |
| 16         | Centrocampista | Jakub Błaszczykowski | 71' |
| 11         | Centrocampista | Marco Reus           |     |
| 19         | Centrocampista | Kevin Großkreutz     | 64' |
| 9          | Delantero      | Robert Lewandowski   |     |
| Entrenador | Entrenador     | Jürgen Klopp         |     |

| 28 | Defensa        | Holger Badstuber    | 70' |
| 44 | Centrocampista | Anatoliy Tymoshchuk | 81' |
| 11 | Centrocampista | Xherdan Shaqiri     | 86' |

| 10 | Centrocampista | Mario Götze     | 64' |
| 14 | Centrocampista | Ivan Perišić    | 64' |
| 23 | Delantero      | Julian Schieber | 71' |

| Anotado | 6'  | Mario Mandžukić | 1-0 |
| Anotado | 11' | Thomas Müller   | 2-0 |

| Anotado | 75' | Robert Lewandowski | 2-1 |

| Amonestado | 28' | Luiz Gustavo    |
| Amonestado | 37' | Emre Can        |
| Amonestado | 68' | Mario Mandžukić |
| Amonestado | 82' | Arjen Robben    |

| Amonestado | 42' | Marcel Schmelzer |

| Árbitro | Michael Weiner |

| 1          | Guardameta     | Manuel Neuer    |     |
| 21         | Defensa        | Philipp Lahm    |     |
| 17         | Defensa        | Jérôme Boateng  |     |
| 4          | Defensa        | Dante Bonfim    |     |
| 36         | Defensa        | Emre Can        | 70' |
| 39         | Centrocampista | Toni Kroos      |     |
| 30         | Centrocampista | Luiz Gustavo    |     |
| 7          | Centrocampista | Franck Ribéry   | 81' |
| 10         | Centrocampista | Arjen Robben    | 86' |
| 25         | Centrocampista | Thomas Müller   |     |
| 9          | Delantero      | Mario Mandžukić |     |
| Entrenador | Entrenador     | Jupp Heynckes   |     |

| 1          | Guardameta     | Roman Weidenfeller   |     |
| 26         | Defensa        | Łukasz Piszczek      |     |
| 4          | Defensa        | Neven Subotić        |     |
| 15         | Defensa        | Mats Hummels         |     |
| 29         | Defensa        | Marcel Schmelzer     |     |
| 8          | Centrocampista | İlkay Gündoğan       |     |
| 7          | Centrocampista | Moritz Leitner       | 64' |
| 16         | Centrocampista | Jakub Błaszczykowski | 71' |
| 11         | Centrocampista | Marco Reus           |     |
| 19         | Centrocampista | Kevin Großkreutz     | 64' |
| 9          | Delantero      | Robert Lewandowski   |     |
| Entrenador | Entrenador     | Jürgen Klopp         |     |

| 28 | Defensa        | Holger Badstuber    | 70' |
| 44 | Centrocampista | Anatoliy Tymoshchuk | 81' |
| 11 | Centrocampista | Xherdan Shaqiri     | 86' |

| 10 | Centrocampista | Mario Götze     | 64' |
| 14 | Centrocampista | Ivan Perišić    | 64' |
| 23 | Delantero      | Julian Schieber | 71' |

| Anotado | 6'  | Mario Mandžukić | 1-0 |
| Anotado | 11' | Thomas Müller   | 2-0 |

| Anotado | 75' | Robert Lewandowski | 2-1 |

| Amonestado | 28' | Luiz Gustavo    |
| Amonestado | 37' | Emre Can        |
| Amonestado | 68' | Mario Mandžukić |
| Amonestado | 82' | Arjen Robben    |

| Amonestado | 42' | Marcel Schmelzer |

| Árbitro | Michael Weiner |

|                                     |
| Bandera del Estado Libre de Baviera |
| Campeón Bayern Múnich 4.º título    |